# Clássico Bareima
O confronto travado entre Baré Esporte Clube e seu rival Atlético Roraima Clube é conhecido como 'Bareima'  — uma contração por aglutinação do nome dos times envolvidos, sendo o mais importante e popular clássico do estado e que tem uma rivalidade de antes da era do futebol profissional, que começou em 1995. Os dois clubes são os maiores detentores de títulos do Estado.
Nas décadas de 60 e 70 os clássicos aconteciam no Estádio João Mineiro.

## A origem
O Baré, clube de maior torcida no estado, é dissidente do Atlético Roraima, time com o maior número de títulos em Roraima.
Em 1946, alguns sócios descontentes do Roraima deixaram o clube e resolveram fundar um novo time, dando origem ao Baré. Assim nascia a maior rivalidade estadual até os dias de hoje.

## Equipes

### Baré Esporte Clube

#### Títulos

##### Regionais
- Torneio Integração da Amazônia: 2

(1983 e 1985).

###### Estaduais
- Campeonato Roraimense: 28 vezes (1950 [3], 1953 [4], 1954 [5], 1955 [5], 1956 [5], 1957, 1958, 1960,[carece de fontes?] 1961[6], 1962 [7], 1963[8], 1964 [9], 1965 [9], 1966,[carece de fontes?] 1968 [10], 1969 [11], 1970 [12], 1971 [13] 1972[14], 1982, 1984, 1986, 1988, 1996, 1997, 1999, 2006 e 2010).
- De 1950 até 1988 foram títulos na era Amadora (o Campeonato Roraimense só virou profissional em 1995).

###### Campanhas de destaque
- Vice-Campeonato Roraimense: 10 vezes (1952, 1977, 1995, 1998, 2002, 2003, 2007, 2016, 2017, 2019).

###### Outras conquistas
- Campeonato Roraimense de Masters: 2002.

### Atlético Roraima Clube

#### Títulos

##### Estaduais
- Campeonato Roraimense: 24 vezes[15] (1946 [16], 1948 [16], 1949 [16], 1951 [16], 1971 [13], 1972 [17], 1975, 1976, 1978, 1980, 1981, 1983, 1985, 1987, 1990, 1993, 1995, 1998, 2001, 2002, 2003, 2007, 2008 e 2009
- De 1946 até 1993 foram títulos na era Amadora (o Campeonato Roraimense só virou profissional em 1995).

###### Campanhas de destaque
- Vice-campeonato Roraimense: 8 vezes (1953, 1961, 1964, 1982, 2000, 2004, 2005, 2018)
- Vice-campeão do Torneio dos Campeões Estaduais 1 vez: (2008)
- 9º Colocado Brasileirão Série C: 1 Vez (2002)

## Curiosidades
O maior Clássico de Roraima no passado, rivalidade era tanta que torcedor do Colorado não falava com torcedor do tricolor. As equipes que disputam esse clássico são as maiores vencedoras de títulos de Roraima.
No ano de 1951 no Estádio João Mineiro durante um Bareima com  a não aceitação da marcação de um pênalti, o médico de uma das equipes segurou a bola e disse: para continuar o jogo o juiz tem que sair”.
Em 2010 teve  15 cartões amarelos e 5 vermelhos, sendo 6 amarelos para o Baré e 9 para o Roraima, e três vermelhos para o Índio da Consolata e dois para o Tricolor do Mecejana.
Em uma partida do primeiro turno do Estadual de 2013, não teve a presença de um atleta nascido no estado de Roraima.